# Kawamata Shinichiro
Kawamata Shinichiro (川俣慎一郎 (Xuyên Ngũ Thận Nhất Lang) Kawamata, Shinichiro, sinh ngày 23 tháng 7 năm 1989 ở Gotemba, Shizuoka) là một cầu thủ bóng đá người Nhật Bản thi đấu cho Kashima Antlers.

## Sự nghiệp
Kawamata Shinichiro gia nhập câu lạc bộ tại J1 League; Kashima Antlers năm 2008. Năm 2011, anh chuyển đến Vegalta Sendai. Năm 2012, anh trở lại Kashima Antlers. Ngày 25 tháng 5 năm 2016, anh ra mắt ở J.League Cup (v Júbilo Iwata).

## Thống kê câu lạc bộ
Cập nhật đến ngày 23 tháng 2 năm 2016.
| Thành tích câu lạc bộ | Thành tích câu lạc bộ | Thành tích câu lạc bộ | Giải vô địch | Giải vô địch | Cúp                   | Cúp                   | Cúp Liên đoàn | Cúp Liên đoàn | Châu lục      | Châu lục      | Tổng cộng | Tổng cộng |
| Mùa giải              | Câu lạc bộ            | Giải vô địch          | Số trận      | Bàn thắng    | Số trận               | Bàn thắng             | Số trận       | Bàn thắng     | Số trận       | Bàn thắng     | Số trận   | Bàn thắng |
| Nhật Bản              | Nhật Bản              | Nhật Bản              | Giải vô địch | Giải vô địch | Cúp Hoàng đế Nhật Bản | Cúp Hoàng đế Nhật Bản | J. League Cup | J. League Cup | J. League Cup | J. League Cup | Tổng cộng | Tổng cộng |
| --------------------- | --------------------- | --------------------- | ------------ | ------------ | --------------------- | --------------------- | ------------- | ------------- | ------------- | ------------- | --------- | --------- |
| 2008                  | Kashima Antlers       | J1 League             | 0            | 0            | 0                     | 0                     | 0             | 0             | 0             | 0             | 0         | 0         |
| 2008                  | Kashima Antlers       | J1 League             | 0            | 0            | 0                     | 0                     | 0             | 0             | 0             | 0             | 0         | 0         |
| 2010                  | Kashima Antlers       | J1 League             | 0            | 0            | 0                     | 0                     | 0             | 0             | 0             | 0             | 0         | 0         |
| 2011                  | Vegalta Sendai        | J1 League             | 0            | 0            | 0                     | 0                     | 0             | 0             | –             | –             | 0         | 0         |
| 2012                  | Kashima Antlers       | J1 League             | 0            | 0            | 0                     | 0                     | 0             | 0             | –             | –             | 0         | 0         |
| 2013                  | Kashima Antlers       | J1 League             | 0            | 0            | 0                     | 0                     | 0             | 0             | –             | –             | 0         | 0         |
| 2014                  | Kashima Antlers       | J1 League             | 0            | 0            | 0                     | 0                     | 0             | 0             | –             | –             | 0         | 0         |
| 2015                  | Kashima Antlers       | J1 League             | 0            | 0            | 0                     | 0                     | 0             | 0             | 0             | 0             | 0         | 0         |
| Tổng cộng sự nghiệp   | Tổng cộng sự nghiệp   | Tổng cộng sự nghiệp   | 0            | 0            | 0                     | 0                     | 0             | 0             | 0             | 0             | 0         | 0         |